# Contract de editare
Un contract de editare este un contract legal între un editor și un scriitor sau autor (sau mai mulți autori), pentru a publica materiale scrise de scriitor/i sau autor/i. Acest lucru poate implica o singură lucrare scrisă sau o serie de lucrări.
În cazul caselor de discuri, accentul nu se pune pe lucrări tipărite sau înregistrate, referindu-se, de obicei, la promovarea unei compoziții muzicale și/sau trimiterea acesteia la un muzician profesionist corespunzător. O instituție care tipărește (sau semnează un contract în acest sens) partituri este cunoscută ca editură muzicală. Contractul de editare poate fi folosit de către autori, jurnaliști, etc.

## Contracte de publicare de cărți
Unele dintre cele mai importante clauze ale unui contract standard (șablon) de publicare a cărților sunt: Acordarea de Drepturi, Drepturile Subsidiare, Livrarea și Acceptarea, Publicarea, Dreptul de Autor, Avans (dacă există), Redevențe și Epuizarea ediției. Toate acestea ar trebui să fie luate în serios de către autori, deoarece contractele de publicare în domeniul comerțului nu sunt acoperite în Statele Unite prin cerințe legale de corectitudine și pot conține limbi vagi, termeni părtinitori și capcane viitoare ascunse.În Marea Britanie, Actul privind contractele din 1999, Legea privind economia digitală din 2010 și Legea privind întreprinderile și reglementările din 2013 au deschis calea revizuirii practicilor existente în domeniul contractelor de publicare care se află în curs de desfășurare. Prin urmare, 
„Claritatea este esențială pentru un contract bun. Ambiguitatea și inconsecvența sunt cele două ingrediente cheie ale supusului de litigiu. Acordurile formale sunt esențiale. În conformitate cu legea drepturilor de autor, fără acordul scris semnat de autor, editorul nu controlează drepturile exclusive. Dacă apare o dispută, un contract bine pregătit va anticipa o astfel de dispută și te-ar putea salva mai târziu de mii de dolari pentru taxe legale. Rețineți că negociați o relație pe termen lung. În cazul în care cartea are succes, editorul și autorul ar putea colabora pentru drepturile de autor. Pentru operele publicate după 1977, drepturile de autor sunt păstrate pe tot parcursul vieții acestuia plus încă șaptezeci de ani.”

## Tipuri de acorduri de editare de muzică
Este important pentru autorii, producătorii și editorii muzicali să înțeleagă drepturile contractelor de publicare. Contractele comune de publicare de muzică sunt: 
(1)  Cedarea de drepturi pentru un singur cântec: Cedarea de drepturi pentru un singur cântec este un acord între scriitor și editorul de muzică, în care scriitorul acordă anumite drepturi editorului pentru una sau mai multe melodii. În tranzacțiile de cântece unice, scriitorului i se plătește un avans recuperabil o singură dată
(2) Acordul de exclusivitate de autor („ESWA”) / „Contract cu o casă de producție”: În conformitate cu contractul ESWA sau „scriitor personal", compozitorul acordă, în general, toată cota de editor a venitului editorului de muzică. Serviciile scriitorului sunt exclusive pentru editorii de muzică pentru o anumită perioadă de timp. Astfel, orice compoziție scrisă în acea perioadă aparține editorului de muzică. De obicei, aceste propuneri sunt oferite scriitorilor cu un anumit prestigiu. Deoarece scriitorul are un palmares de scriere a hit-urilor, editorul se simte încrezător că își va recupera investiția. Scriitorul este plătit de către editor un avans negociat împotriva redevențelor viitoare, în schimbul semnării drepturilor exclusive pentru unele sau toate cântecele scriitorului. Suma avansului depinde în mod firesc de puterea de negociere a scriitorului și de concurența pe piață, dacă există. În cadrul unui contract de scriitor, acesta este plătit săptămânal sau trimestrial. Un ESWA poate fi legat de un contract de înregistrare sau independent de un contract de înregistrare
(3) Acdorul de co-publicare („Co-pub"):Acordul de co-publicare („co-pub") este probabil cel mai comun acord. În cadrul acestei înțelegeri, compozitorul și editorul de muzică sunt „co-proprietarii" drepturilor de autor în compozițiile muzicale. Scriitorul devine „co-editor" (adică co-proprietar) cu editorul de muzică bazat pe o împărțire convenită a redevențelor. De obicei (dar nu întotdeauna), compozitorul îi atribuie editorului un procentaj convenit, o împărțire de 50/50. Astfel, scriitorul transmite cota editorului către editor, dar își păstrează toată partea scriitorului. Într-un acord tipic „75/25 co-pub", scriitorul primește 100% din cota compozitorului și 50% din cota editorului sau 75% din totalul drepturilor de autor, iar restul de 25% îi revin editorului. Astfel, când redevențele sunt datorate și plătibile, scriitorul / co-editorul va primi 75% din venit, în timp ce editorul va păstra 25%.
Pentru a înțelege mai bine „În plățile cu redevențe, există o cotă de scriitori și o cotă a editorului. Pentru a face lucrurile mai ușoare, să spunem că fiecare acțiune este în valoare de 100%, deci scriitorul are o diagrama de 100%, iar editorul are o diagrama de 100%. Dacă există mai mulți scriitori pe piesă, atunci vor fi împărțite în mod corespunzător, 50/50 sau 25/25/25/25 în cazul în care au existat 4 scriitori. După ce se calculează numărul de scriitori, puteți calcula cota sau invers, o etichetă de discuri ar deține, de obicei, 100% din drepturile de publicare ale unui artist, dar dacă încheie o tranzacție de co-publicare, atunci eticheta va primi doar 50% din publicarea dvs. Pentru a distruge totul, în cazul în care un artist a negociat o distribuție de 50/50 pentru publicare și păstrează 100% din acțiunile scriitorului, atunci artistul va primi jumătate din cota editorului și 100% din acțiuni. Aceasta ar fi egală cu 75% din plata totală a redevenței. Dacă îți publici propria muzică, însemnă că vei păstra 100% din redevențele tale..." 
(4) Contract de administrare („Admin”):Un acord administrativ are loc între un compozitor / editor și un administrator independent sau între un scriitor / editor și un alt editor de muzică. Într-o „afacere de administrare”, compozitorul autopublică și doar licențiază melodii editorului de muzică pentru un număr de ani și pentru o împărțire convențională a drepturilor de autor. Conform acestui acord, editorul de muzică pur și simplu administrează și exploatează drepturile de autor pentru un alt editor / celui care deține drepturile de autor. Numai cei mai populari compozitori pot lua în considerare solicitarea unei înțelegeri admin. În conformitate cu acest aranjament râvnit, deținerea drepturilor de autor nu este de obicei transferată administratorului. În schimb, editorul de muzică primește 10-20% din redevențele brute obținute din administrarea și exploatarea melodiilor pentru o anumită perioadă de timp și pentru un anumit teritoriu.
(5) Acord de colectare: Un acord de colectare este ca un acord de administrare în cazul în care scriitorul păstrează drepturile de autor, cu excepția faptului că editorul nu îndeplinește funcții de exploatare; ca un contabil sau manager de afaceri, acesta doar colectează și eliberează veniturile din redevențe disponibile.
(6) Acord de sub-publicare: Acestea sunt în principiu tranzacții de publicare de muzică de pe teritorii străine între un editor american și un editor străin. Sunt ca și contractele de administrare sau de colectare (fără ca proprietatea asupra drepturilor de autor să fie transferată sub-distribuitorului), dar limitată la una sau mai multe țări din afara Statelor Unite ale Americii. În conformitate cu această afacere de publicare, editorul îi permite sub-publicatului să acționeze în numele său pe anumite teritorii străine. Adesea, acestea se limitează la un grup de țări, cum ar fi Uniunea Europeană (UE), GAS (Germania, Austria, Elveția), America Latină etc.
(7) Contractul de vânzare-cumpărare: Conform acestui acord, un editor de muzică dobândește integral sau parțial catalogul unui alt editor de muzică, oarecum o fuziune a companiilor. În acest caz, investigația "raportului de investigare" se face pentru a determina valoarea catalogului.
8) Ședințe: Întâlnirile sunt adesea aranjate pentru a discuta despre carte. Acordurile se referă adesea la procentul de bani pe care îl obțin editorii. MOT-urile actuale sunt uneori create pentru a lega LASD-urile